# Lista de períodos em que vigorou o horário de verão no Brasil
Períodos em que vigorou o horário de verão no Brasil.
| Temporada             | Período                                                                                         | Onde vigorou                                                   | Decreto                                                                                           | Observações |
| --------------------- | ----------------------------------------------------------------------------------------------- | -------------------------------------------------------------- | ------------------------------------------------------------------------------------------------- | --- |
| 1931/1932             | 11h de 3 de outubro de 1931, às 0h de 31 de março de 1932                                       | Todo o território nacional                                     | 20.466 de 1 de outubro de 1931                                                                    | - |
| 1932/1933             | 0h de 3 de outubro de 1932, às 24h de 31 de março de 1933                                       | Todo o território nacional                                     | 21.896 de 1 de outubro de 1932                                                                    | Modifica decreto 20.466 |
| 1933                  | -                                                                                               | -                                                              | 23.195 de 10 de outubro de 1933                                                                   | Modifica os dois decretos anteriores |
| 1949/1950             | 0h de 1 de dezembro de 1949, à 0h de 30 de abril de 1950                                        | Todo o território nacional                                     | 27.496 de 24 de novembro de 1949                                                                  | - |
| 1950/1951 - 1952/1953 | 0h de 1 de dezembro de cada ano, à 0h de 31 de março do ano seguinte                            | Todo o território nacional                                     | 27.998 de 13 de abril de 1950                                                                     | Modificou o decreto anterior, antecipando o término do período para 1h de 16 de abril, em vez de 30 de abril de 1950. |
| 1953                  | 0h de 1 de dezembro de cada ano, à 0h de 28 (29 em anos bissextos) de fevereiro do ano seguinte | Todo o território nacional                                     | 32.308 de 24 de fevereiro de 1953                                                                 | Modificou o decreto anterior, antecipando o fim para o último dia de fevereiro do ano seguinte. |
| 1953                  | -                                                                                               | -                                                              | 34.724                                                                                            | Revoga decretos anteriores 27.496, 27.998 e 32.308 |
| 1963/1964             | 0h de 23 de outubro de 1963, à 0h de 29 de fevereiro de 1964                                    | Região Sudeste                                                 | 52.700, de 18 de outubro de 1963                                                                  | Apenas nos estados do Sudeste devido ao prolongamento da estiagem |
| 1963/1964             | 0h de 9 de dezembro de 1963, à 0h de 31 de março de 1964                                        | Todo o restante do território nacional                         | 53.071 de 3 de dezembro de 1963                                                                   | Estende decreto anterior a todo o território nacional. |
| 1964                  | 0h de 1 de março de 1964                                                                        | Todo o território nacional                                     | 53.604 de 25 de fevereiro de 1964                                                                 | Revoga decreto 53.071 devido ao início do período escolar |
| 1965                  | 0h de 31 de janeiro, à 0h de 31 de março de 1965                                                | Todo o território nacional                                     | 55.639 de 27 de janeiro de 1965                                                                   | - |
| 1965/1966             | 0h de 30 de novembro de 1965, à 0h de 31 de março de 1966                                       | Todo o território nacional                                     | 57.303 de 22 de novembro de 1965                                                                  | - |
| 1966/1967 - 1967/1968 | 0h de 1 de novembro de cada ano, à 0h de 1 de março do ano seguinte                             | Todo o território nacional                                     | 57.843 de 18 de fevereiro de 1966                                                                 | Antecipa término do horário de verão para 1 de março de 1966 em vez de 31 de março de 1966 |
| 1968                  | -                                                                                               | -                                                              | 63.429 de 15 de outubro de 1968                                                                   | Revoga decreto 57.843 |
| 1985/1986             | 0h de 2 de novembro de 1985, à 0h de 1 de março de 1986                                         | Todo o território nacional                                     | 91.698 de 27 de setembro de 1985                                                                  | - |
| 1985/1986             | 0h de 15 de março de 1986                                                                       | Todo o território nacional                                     | 92.310 de 21 de janeiro de 1986                                                                   | Prorroga término do horário de verão |
| 1986/1987             | 0h de 25 de outubro de 1986, à 0h de 14 de fevereiro de 1987                                    | Todo o território nacional                                     | 93.316 de 1 de outubro de 1986                                                                    | - |
| 1987/1988             | 0h de 25 de outubro de 1987, à 0h de 7 de fevereiro de 1988                                     | Todo o território nacional                                     | 94.922 de 22 de setembro de 1987                                                                  | - |
| 1988/1989             | 0h de 16 de outubro de 1988, à 0h de 29 de janeiro de 1989                                      | Regiões Sul, Sudeste, Centro-Oeste e Nordeste                  | 96.676 de 12 de setembro de 1988                                                                  | A Região Norte não adotou |
| 1989/1990             | 0h de 15 de outubro de 1989, à 0h de 11 de fevereiro de 1990                                    | Regiões Sul, Sudeste, Centro-Oeste, Nordeste e Ilhas Oceânicas | 98.077 de 21 de agosto de 1989                                                                    | A Região Norte não adotou |
| 1990/1991             | 0h de 21 de outubro de 1990, à 0h de 17 de fevereiro de 1991                                    | Regiões Sul, Sudeste e Centro-Oeste, com exceção do MT         | 99.530 de 17 de setembro de 1990                                                                  | Regiões Norte e Nordeste e Mato Grosso não adotaram |
| 1990/1991             | 0h de 21 de outubro de 1990, à 0h de 17 de fevereiro de 1991                                    | Regiões Sul, Sudeste, Centro-Oeste e BA                        | 99.629 de 19 de outubro de 1990                                                                   | Incluem BA e MT no decreto anterior |
| 1991/1992             | 0h de 20 de outubro de 1991, à 0h de 9 de fevereiro de 1992                                     | Regiões Sul, Sudeste, Centro-Oeste e BA                        | Sem número de 25 de setembro de 1991                                                              | Regiões Norte e Nordeste, com exceção da BA, não adotaram |
| 1992/1993             | 0h de 25 de outubro de 1992, à 0h de 31 de janeiro de 1993                                      | Regiões Sul, Sudeste, Centro-Oeste e BA                        | Sem número de 16 de outubro de 1992                                                               | Regiões Norte e Nordeste, com exceção da BA, não adotaram |
| 1993/1994             | 0h de 17 de outubro de 1993, à 0h de 20 de fevereiro de 1994                                    | Regiões Sul, Sudeste, Centro-Oeste, AM e BA                    | 942 de 28 de setembro de 1993                                                                     | Regiões Norte, com exceção do AM, e Nordeste, com exceção da BA, não adotaram |
| 1994/1995             | 0h de 16 de outubro de 1994, à 0h de 19 de fevereiro de 1995                                    | Regiões Sul, Sudeste, Centro-Oeste e BA                        | 1.252 de 22 de setembro de 1994                                                                   | Regiões Norte e Nordeste, com exceção da BA, não adotaram |
| 1995/1996             | 0h de 15 de outubro de 1995, à 0h de 11 de fevereiro de 1996                                    | Regiões Sul, Sudeste, Centro-Oeste, BA e TO                    | 1.636 de 14 de setembro de 1995                                                                   | Regiões Norte, com exceção do TO, e Nordeste, com exceção da BA, não adotaram |
| 1995/1996             | 0h de 15 de outubro de 1995, à 0h de 11 de fevereiro de 1996                                    | Regiões Sul, Sudeste, Centro-Oeste, AL, BA, SE e TO            | 1.674 de 13 de outubro de 1995                                                                    | Inclui AL e SE no decreto anterior |
| 1996/1997             | 0h de 6 de outubro de 1996, à 0h de 16 de fevereiro de 1997                                     | Regiões Sul, Sudeste, Centro-Oeste, BA e TO                    | 2.000 de 4 de setembro de 1996                                                                    | Regiões Norte, com exceção do TO, e Nordeste, com exceção da BA, não adotaram |
| 1997/1998             | 0h de 6 de outubro de 1997, à 0h de 15 de fevereiro de 1998                                     | Regiões Sul, Sudeste, Centro-Oeste, BA e TO                    | 2.317 de 4 de setembro de 1997                                                                    | Regiões Norte, com exceção do TO, e Nordeste, com exceção da BA, não adotaram |
| 1997/1998             | -                                                                                               | -                                                              | 2.495 de 10 de fevereiro de 1998                                                                  | Modificou o decreto anterior, prorrogando o fim para 0h de 1 de março de 1998 |
| 1998/1999             | 0h de 11 de outubro de 1998, à 0h de 21 de fevereiro de 1999                                    | Regiões Sul, Sudeste, Centro-Oeste, BA e TO                    | 2.780 de 11 de setembro de 1998                                                                   | Regiões Norte, com exceção do TO, e Nordeste, com exceção da BA, não adotaram |
| 1999/2000             | 0h de 3 de outubro de 1999, à 0h de 27 de fevereiro de 2000                                     | Regiões Sul, Sudeste, Centro-Oeste, BA e TO                    | 3.150 de 23 de agosto de 1999                                                                     | Regiões Norte, com exceção do TO, e Nordeste, com exceção da BA, não adotaram |
| 1999/2000             | 0h de 3 de outubro de 1999, à 0h de 27 de fevereiro de 2000                                     | Regiões Sul, Sudeste, Centro-Oeste, Nordeste e RR              | 3.188 de 30 de setembro de 1999                                                                   | Modificou o decreto anterior e incluiu RR e todos os outros estados do Nordeste |
| 2000/2001             | 0h de 8 de outubro de 2000, à 0h de 18 de fevereiro de 2001                                     | Regiões Sul, Sudeste, Centro-Oeste, Nordeste, RR e TO          | 3.592 de 6 de setembro de 2000                                                                    | A Região Norte, com exceção de RR e TO, não adotou |
| 2000/2001             | 0h de 8 de outubro de 2000, à 0h de 18 de fevereiro de 2001                                     | Regiões Sul, Sudeste, Centro-Oeste, Nordeste (menos PE) e RR   | 3.630 de 13 de outubro de 2000                                                                    | Modifica o decreto 3.592 e exclui PE e RR |
| 2000/2001             | 0h de 8 de outubro de 2000, à 0h de 18 de fevereiro de 2001                                     | Regiões Sul, Sudeste, Centro-Oeste, BA e TO                    | 3.632 de 17 de outubro de 2000                                                                    | Modifica o decreto 3.592 e exclui todos os outros estados do Nordeste, menos BA |
| 2001/2002             | 0h de 14 de outubro de 2001, à 0h de 17 de fevereiro de 2002                                    | Regiões Sul, Sudeste, Centro-Oeste, Nordeste e TO              | 3.916 de 13 de setembro de 2001                                                                   | A Região Norte, com exceção do TO, não adotou |
| 2002/2003             | 0h de 3 de novembro de 2002, à 0h de 16 de fevereiro de 2003                                    | Regiões Sul, Sudeste, Centro-Oeste, BA e TO                    | 4.399 de 1 de outubro de 2002                                                                     | Regiões Norte, com exceção do TO e Nordeste, com exceção da BA não adotaram |
| 2003/2004             | 0h de 19 de outubro de 2003, à 0h de 15 de fevereiro de 2004                                    | Regiões Sul, Sudeste e Centro-Oeste, com exceção do MT         | 4.844 de 24 de setembro de 2003                                                                   | Regiões Norte e Nordeste e Mato Grosso não adotaram |
| 2004/2005             | 0h de 2 de novembro de 2004, à 0h de 20 de fevereiro de 2005                                    | Regiões Sul, Sudeste e Centro-Oeste                            | 5.223 de 1 de outubro de 2004                                                                     | Regiões Norte e Nordeste não adotaram |
| 2005/2006             | 0h de 16 de outubro de 2005, à 0h de 19 de fevereiro de 2006                                    | Regiões Sul, Sudeste e Centro-Oeste                            | 5.539 de 19 de setembro de 2005                                                                   | Regiões Norte e Nordeste não adotaram |
| 2006/2007             | 0h de 5 de novembro de 2006, à 0h de 25 de fevereiro de 2007                                    | Regiões Sul, Sudeste e Centro-Oeste                            | 5.920 de 3 de outubro de 2006                                                                     | Regiões Norte e Nordeste não adotaram |
| 2007/2008             | 0h de 14 de outubro de 2007, à 0h de 17 de fevereiro de 2008                                    | Regiões Sul, Sudeste e Centro-Oeste                            | 6.212 de 26 de setembro de 2007                                                                   | Regiões Norte e Nordeste não adotaram |
| 2008/2009             | 0h de 19 de outubro de 2008, à 0h de 15 de fevereiro de 2009                                    | Regiões Sul, Sudeste e Centro-Oeste                            | 6.558 de 8 de setembro de 2008                                                                    | Regiões Norte e Nordeste não adotaram |
| 2009/2010             | 0h de 18 de outubro de 2009, à 0h de 21 de fevereiro de 2010                                    | Regiões Sul, Sudeste e Centro-Oeste                            | 6.558 de 8 de setembro de 2008                                                                    | Regiões Norte e Nordeste não adotaram |
| 2010/2011             | 0h de 17 de outubro de 2010, à 0h de 20 de fevereiro de 2011                                    | Regiões Sul, Sudeste e Centro-Oeste                            | 6.558 de 8 de setembro de 2008                                                                    | Regiões Norte e Nordeste não adotaram |
| 2011/2012             | 0h de 16 de outubro de 2011, à 0h de 26 de fevereiro de 2012                                    | Regiões Sul, Sudeste, Centro-Oeste e BA                        | 7.584 de 13 de outubro de 2011                                                                    | Modifica o decreto 6.558, para incluir BA na medida |
| 2012/2013             | 0h de 21 de outubro de 2012, à 0h de 17 de fevereiro de 2013                                    | Regiões Sul, Sudeste, Centro-Oeste e TO                        | 7.826 de 15 de outubro de 2012                                                                    | Modifica o decreto 6.558, para incluir TO na medida, e excluir BA |
| 2013/2014             | 0h de 20 de outubro de 2013, à 0h de 16 de fevereiro de 2014                                    | Regiões Sul, Sudeste e Centro Oeste                            | 8.112 de 30 de setembro de 2013                                                                   | Modifica o decreto 6.558 para excluir TO |
| 2014/2015             | 0h de 19 de outubro de 2014, à 0h de 22 de fevereiro de 2015                                    | Regiões Sul, Sudeste e Centro Oeste                            | 8.112 de 30 de setembro de 2013                                                                   | Regiões Norte e Nordeste não adotaram |
| 2015/2016             | 0h de 18 de outubro de 2015, à 0h de 21 de fevereiro de 2016                                    | Regiões Sul, Sudeste e Centro Oeste                            | 6.558 de 8 de setembro de 2008                                                                    | Regiões Norte e Nordeste não adotaram |
| 2016/2017             | 0h de 16 de outubro de 2016, à 0h de 19 de fevereiro de 2017                                    | Regiões Sul, Sudeste e Centro Oeste                            | 6.558 de 8 de setembro de 2008                                                                    | Regiões Norte e Nordeste não adotaram |
| 2017/2018             | 0h de 15 de outubro de 2017, à 0h de 18 de fevereiro de 2018                                    | Regiões Sul, Sudeste e Centro Oeste                            | 6.558 de 8 de setembro de 2008                                                                    | Regiões Norte e Nordeste não adotaram |
| 2018/2019             | 0h de 4 de novembro de 2018, à 0h de 17 de fevereiro de 2019                                    | Regiões Sul, Sudeste e Centro Oeste                            | 9.242 de 15 de dezembro de 2017 - Suspenso em 5 de abril de 2019 - Extinto em 25 de abril de 2019 | Regiões Norte e Nordeste não adotaram Em 4 de outubro de 2018, a Casa Civil anunciou que o horário de verão teria início em 18 de novembro daquele ano, em virtude das eleições de outubro e das provas do ENEM nos dias 4 e 11 de novembro. Entretanto, no dia 15 do mesmo mês, o Governo Federal recuou da decisão e manteve o início em 4 de novembro. |